# Johann Christoph Bode
Johann Joachim Christoph Bode (16 de enero de 1731 en Braunschweig - 13 de diciembre de 1793 en Weimar) fue un militar, periodista y traductor de Alemania. Era un miembro de los Iluminados de Baviera con el seudónimo de "Amelius".